# Henri Rochefort
Henri Rochefort, właśc. Victor-Henri, marquis de Rochefort-Luçay (ur. 31 stycznia 1830 w Paryżu, zm. 13 czerwca 1913 w Aix-les-Bains) – francuski pisarz, dziennikarz, dramaturg i polityk skrajnej prawicy.
Od 1851 był urzędnikiem w paryskim ratuszu (Hôtel de Ville). Od 1863 współpracował z dziennikiem „Le Figaro”. Był przeciwnikiem Alfreda Dreyfusa.
Od 1868 był wydawcą tygodnika „La Lanterne”. W 1869 został członkiem Izby Ustawodawczej. W 1870 za obrazę rodziny cesarskiej został skazany na karę więzienia. W 1871 walczył w Komunie Paryskiej, za co w 1873 został zesłany do Nowej Kaledonii. W 1874 uciekł z zesłania i przez San Francisco dostał się do Londynu. W roku 1880 powrócił do Paryża i na łamach dziennika „L’Intransigeant” występował przeciw rządowi. Popierał generała Georges’a Boulangera. W latach 1885–1886 zasiadał w Izbie Deputowanych. W 1889 został ponownie skazany, uciekł do Londynu, skąd powrócił w 1895.
Napisał kilka powieści oraz pięciotomowe pamiętniki Les aventures de ma vie.

## Dzieła (wybór)
- L'évadé : roman canaque. Editions Viviane Hamy, Paris 1993, ISBN 2-87858-043-5
- Les aventures de ma vie. Mercure de France, Paris 2005, ISBN 2-7152-2516-4